# Tom Fleming (Politiker)
Thomas „Tom“ Fleming (* 20. Februar 1951 in Cork, Irland) ist ein früherer parteiunabhängiger irischer Politiker. Er war von 2011 bis 2016 Mitglied (Teachta Dála) des Dáil Éireann, des irischen Unterhauses.

## Leben
Tom Fleming ist ein früherer Pubbesitzer und langjähriges Mitglied der Fianna Fáil. 1985 wurde er erstmals in den kerry County Council gewählt. Seinen Sitz konnte er bis einschließlich der Wahl 2009 jeweils verteidigen. Er kandidierte bei den Wahlen 2002 und Wahlen 2007 für den Wahlkreis Kerry South für die Fianna Fáil, wurde jedoch nicht gewählt.
Am 12. Januar 2011 trat er aus der Fianna Fáil aus und trat als unabhängiger Kandidat bei den Wahlen zum Dáil Éireann 2011 an. Hier konnte er sich durchsetzen. Zur Wahl 2016 trat er nicht mehr an.

## Privates
Tom Fleming ist mit seiner Frau Lena verheiratet, mit der er drei Kinder hat. 